# Alen Bešić
Alen Bešić (serbisch-kyrillisch Ален Бешић; * 17. Mai 1975 in Bihać, Jugoslawien) ist ein serbischer Literaturkritiker, Übersetzer und Dichter.

## Biografie
Bešić studierte serbische Sprache und Literatur an der Philosophischen Fakultät der Universität Novi Sad und schloss das Studium als Magister im Jahre 2006 ab. Er hat seither zahlreiche Literaturkritiken und Essays zur zeitgenössischen Literatur seines Landes verfasst, die in den verschiedensten serbischen Literaturzeitschriften und Tageszeitungen wie zum Beispiel im Dnevnik und der Politika veröffentlicht worden sind. Er ist Übersetzer von Werken englischsprachiger Autoren wie beispielsweise Jean Rhys, Jamaica Kincaid, Edna Annie Proulx, Joyce Carol Oates, John Robert Fowles, Tony Hoagland, John Ralston Saul und Bruce Chatwin ins Serbische, Mitglied des Verbandes der Literaturübersetzer Serbiens und er wurde mit zwei serbischen Preisen für Übersetzungen in den Jahren 2011 und 2015 ausgezeichnet. 
Der Literaturkritiker nahm auf Einladung des Ausschusses für Kultur und Medien des  Bundestages und der Stiftung Brandenburger Tor an einer Podiumsdiskussion der Leipziger Buchmesse 2011 zum Thema Was bewegt die junge Generation serbischer Autoren teil. Er war Mitglied der Jury für die Isidora-Sekulić-Preise 2014 und 2015. Neben der literaturkritischen und übersetzerischen Tätigkeit ist er einer der anerkanntesten zeitgenössischen Lyriker seines Heimatlandes, für seinen dritten Gedichtband Golo srce (Nacktes Herz) erhielt er 2012 den renommierten Branko-Miljković-Preis und den montenegrinischen Risto-Ratković-Preis. Eine kleine Auswahl seiner Gedichte ist in einer deutschsprachigen Anthologie des Klagenfurter Drava Verlags 2011 erschienen. Bešić ist seit Oktober 2007 Chefredakteur der Literaturzeitschrift Polja.

## Deutsche Übersetzungen
- Eintrittskarte Serbien: Panorama der Lyrik des 21. Jahrhunderts / in Zusammenarbeit mit der Zeitschrift Ulaznica aus Zrenjanin, herausgegeben von Dragoslav Dedović, Drava Verlag, Klagenfurt 2011, ISBN 978-3-85435-643-1.[4]
- Drei ausgewählte Gedichte (aus der englischen Anthologie Cat Painters), Portal FixPoetry für Literatur & Kunst 2018.[5][6]